# Reial Acadèmia de Doctors d'Espanya
La Reial Acadèmia de Doctors d'Espanya, oficialment i en castellà Real Academia de Doctores de España, és una corporació de caràcter científic, tècnic, humanístic i social, d'àmbit nacional, amb personalitat jurídica pròpia i seu a Madrid. Va ser fundada el 1925, rellevant a dues institucions, el Claustre extraordinari de Doctors (1845) i el Deganat i la Federació de Doctors Espanyols (1915).
Segons els seus estatuts, entre els seus objectius es troben:
- Contribuir al desenvolupament de les Ciències, les Lletres, les Arts i de tot allò que tendeixi a la difusió de la Cultura.
- Actuar com a entitat científica, tècnica i cultural, per a la coordinació interdisciplinar.
- Servir de nexe entre els seus membres i els doctors d'altres països, per promoure l'intercanvi cultural i les relacions entre entitats científiques.
- Fomentar la col·laboració amb altres Reials Acadèmies, així com amb les corporacions, organismes o institucions que tinguin entre els seus fins a l'estudi, la investigació i l'ensenyament.
- Assessorar els ens públics i privats que ho sol·licitin sobre qualsevol assumpte inherent a la Cultura, la Ciència i la Tecnologia.

## Seccions
La Reial Acadèmia de Doctors està integrada per deu seccions:
- Teologia
- Humanitats
- Dret
- Medicina
- Ciències Experimentals
- Farmàcia
- Ciències Polítiques i de l'Economia
- Enginyeria
- Arquitectura i Belles Arts
- Veterinària

## Acadèmics
120 acadèmics componen la Reial Acadèmia de Doctors d'Espanya són: de número, Corresponents, Supernumeraris i d'Honor. Els Acadèmics de Número, Corresponents i Supernumeraris es distribueixen en les deu seccions que integren l'Acadèmia.

## Presidents
Des de la seva fundació fins a l'actualitat han estat presidents de l'Acadèmia:
- Ignacio Bauer Landauer (1922 - 1932) (Fundador)
- José Puig de Asprer (1932 - 1938)
- Francisco Carrillo Guerrero (1938 - 1949)
- Eduardo Aunós Pérez (1949 - 1967)
- Jaime Masaveu Masaveu (1967 - 1970)
- Rafael Díaz-Llanos y Lecuona (1970 - 1993)
- Gustavo Villapalos Salas (1993 - 2001)
- Alberto Ballarín Marcial (2001 - 2006)
- Alejandro Mira Monerris (2006 - 2010)
- Luis Mardones Sevilla (2010 - 2014)
- Jesús Álvarez-Fernández Represa (2014 -)